# Balta Doamnei
Balta Doamnei è un comune della Romania di 2 694 abitanti, ubicato nel distretto di Prahova, nella regione storica della Muntenia. 
Il comune è formato dall'unione di 4 villaggi: Balta Doamnei, Bâra, Curcubeu, Lacu Turcului.